# USNS Washington Chambers (T-AKE-11)
L'USNS Washington Chambers (T-AKE-1) est un vraquier de la classe Lewis and Clark. Il porte le nom du capitaine Washington Irving Chambers (en) (1856-1934), un pionnier de l'aéronautique navale américaine.
Le contrat de construction du navire a été attribué à la National Steel and Shipbuilding Company (NASSCO) de San Diego, en Californie, le 12 décembre 2008. Sa quille a été posée fin août 2009. Il a été lancé et baptisé le 11 septembre 2010 parrainé par Loretta Penn, épouse de l'ancien Secrétaire par intérim de la Marine, BJ Penn. Le navire a été remis au Military Sealift Command de la marine américaine le 23 février 2011, à la suite d'une série de tests et d'essais en mer.
Le navire livre des munitions, des provisions, des pièces de rechange, de l'eau potable et des produits pétroliers à la marine américaine et à d'autres navires de la marine en mer, leur permettant de rester en route et prêts au combat pendant de longues périodes.

## Galerie

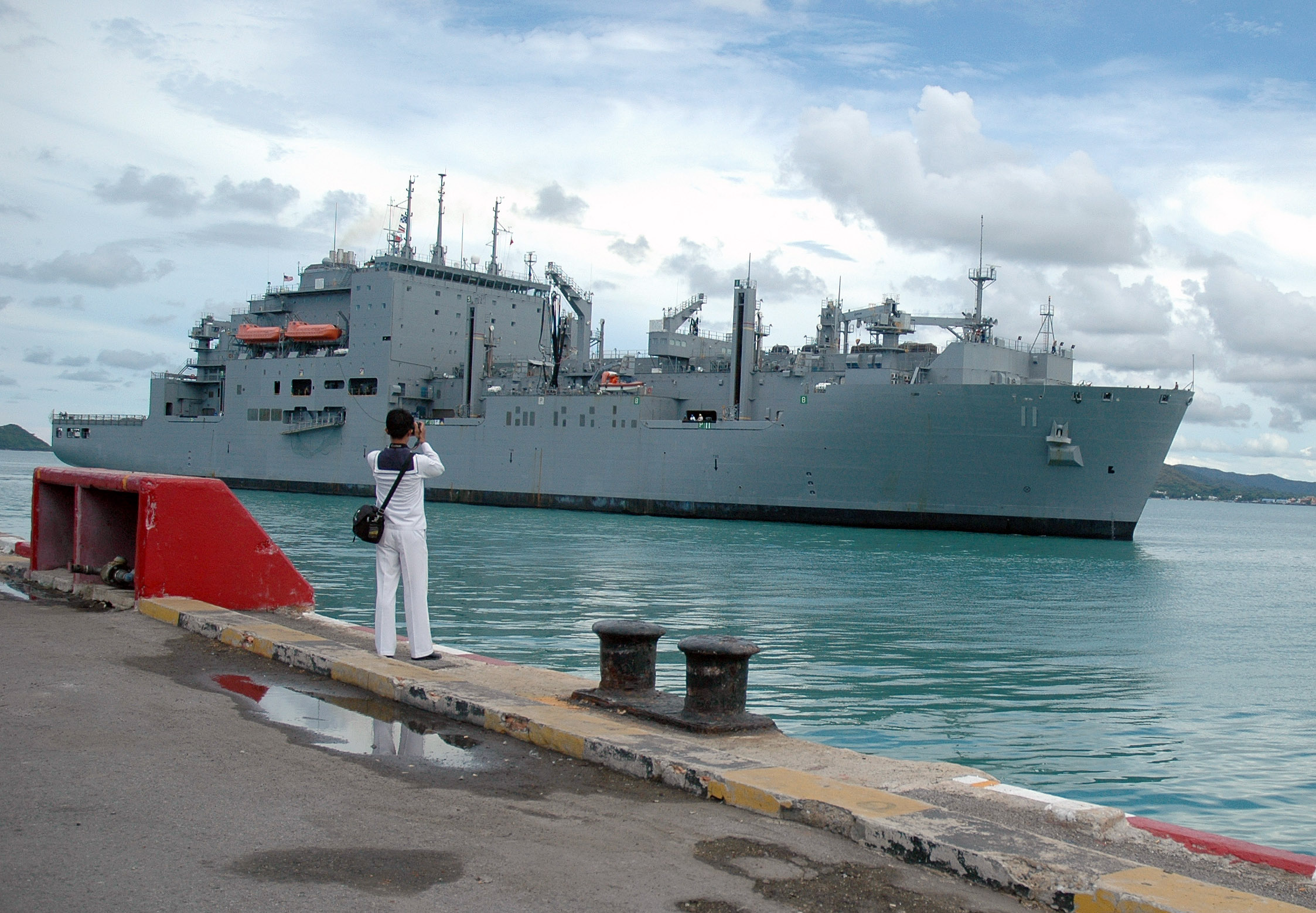